# Bloemfontein
Bloemfontein (prononcé en afrikaans : /ˈblum.fɔn.tɛin/ ; en anglais : /ˈbluːm.fɒn.teɪn/ ; litt. « fontaine de fleur » en néerlandais) est une ville d'Afrique du Sud et traditionnellement la capitale judiciaire du pays depuis 1910 jusqu'à l'instauration de la Cour constitutionnelle d'Afrique du Sud, à Johannesbourg. Elle fut également la capitale de la république boer de l'État libre d'Orange de 1854 à 1902, celle de la colonie de la rivière Orange de 1902 à 1910 puis le chef-lieu de la province de l'État libre d'Orange au sein du dominion de l'union d'Afrique du Sud (1910-1961) et de la république d'Afrique du Sud.
Bloemfontein est chef-lieu de la province de l'État-Libre depuis 1994 et le siège de la Cour suprême d'appel (en) (Supreme Court of Appeal of South Africa).  
À la suite de la réorganisation des municipalités à la fin des années 1990, Bloemfontein a été regroupé avec les villes de Thaba 'Nchu et Botshabelo dans la nouvelle municipalité locale de Mangaung (« patrie des guépards» en langues sesotho et Pedi) devenue municipalité métropolitaine en 2011.

## Étymologie
Bloemfontein doit son nom à la rivière « Bloem » (fleur) qui y prend sa source (source se dit "Fontein" en afrikaans). Son surnom est aussi la « cité des roses ». Ville historique de tradition afrikaner, l'origine exacte de son nom varie selon les versions : 
Une explication serait que son nom se rapporte à une vache nommée Bloem et appartenant à Rudolph Britz, un trekboer d'origine néerlandaise et premier blanc installé dans la région en 1840. Selon cette version, le fermier aurait appelé sa ferme en mémoire de son regretté animal dévoré par un lion. 

Selon une autre explication, Bloemfontein devrait son nom à Johannes Nicolaas Britz, neveu de Rudolph Britz, qui aurait construit sa ferme à côté d'une source d'eau claire afin d’y créer un verger et une roseraie pour sa femme. Cette source d'eau claire entourée de trèfles et bientôt de fleurs fut couramment appelée « Bloemfontein » et finit par désigner la ferme de Britz. 

Selon une dernière version, Bloemfontein devrait son nom à Jan Blom, un chef Khoikhoi de la région, la source d'eau claire étant connue sous le nom de Jan Bloem’s Fontein.
En novembre 2005, la municipalité de Mangaung proposa que la ville de Bloemfontein soit rebaptisée du nom de Thabure, le nom du cheval blanc de l'ancien chef Basotho Lerotholi, un petit-fils du roi Moshoeshoe, fondateur de la nation Basotho. Thabure signifie « destructeur de ses ennemis » et la proposition émane à l'origine de l' « organisation de la culture Basotho ». La proposition fut ensuite retirée et abandonnée.

## Démographie
Selon le recensement de 2011, la commune de Bloemfontein compte 256 185 résidents, principalement issus de la communauté noire (56,11 %). Les blancs et les coloureds représentent respectivement 29,79 % et 12,68 % des résidents. Les habitants de la commune sont à 42,53 % de langue maternelle afrikaans et à 33,36 % de langue maternelle sesotho.
Bloemfontein comprend un centre-ville moderne et des banlieues résidentielles majoritairement blanches et afrikaners : Arboretum, Baysvalley, Bayswater, Dan Pienaar, Deals Gift AH, Estoire AH, Fauna, Fichardt Park, Fleurdal, Gardenia Park, Generaal De Wet, Groenvlei SH, Helicon Heights, Heuwelsig, Hillsboro, Hospitaalpark, Langenhoven Park, Noordhoek, Olive Hill SH, Pellissier, Pentagon Park, Rayton SH, Spitskop SH, Uitsig, Universitas, Vredenhof SH, Waverley, Wilgehof et Woodlands Estate.
Plusieurs quartiers de la ville sont à majorité noire comme Bloemfontein Central, Bloemside, Bob Rodgers Park, Brandwag, Buitesig, Ehrlich Park, Geluk SH, Grasslands, Grootvlei Prison, Hilton, Linquinda, Lourierpark, Mandela View, Navalsig, Park West, Rodenbeck, Shannon SH, Tempe, Willows. Ceux de Ashbury et Heidedal sont à majorité coloured tandis que ceux de Oranjesig et Westdene sont relativement équilibrés entre noirs et blancs.

## Géographie

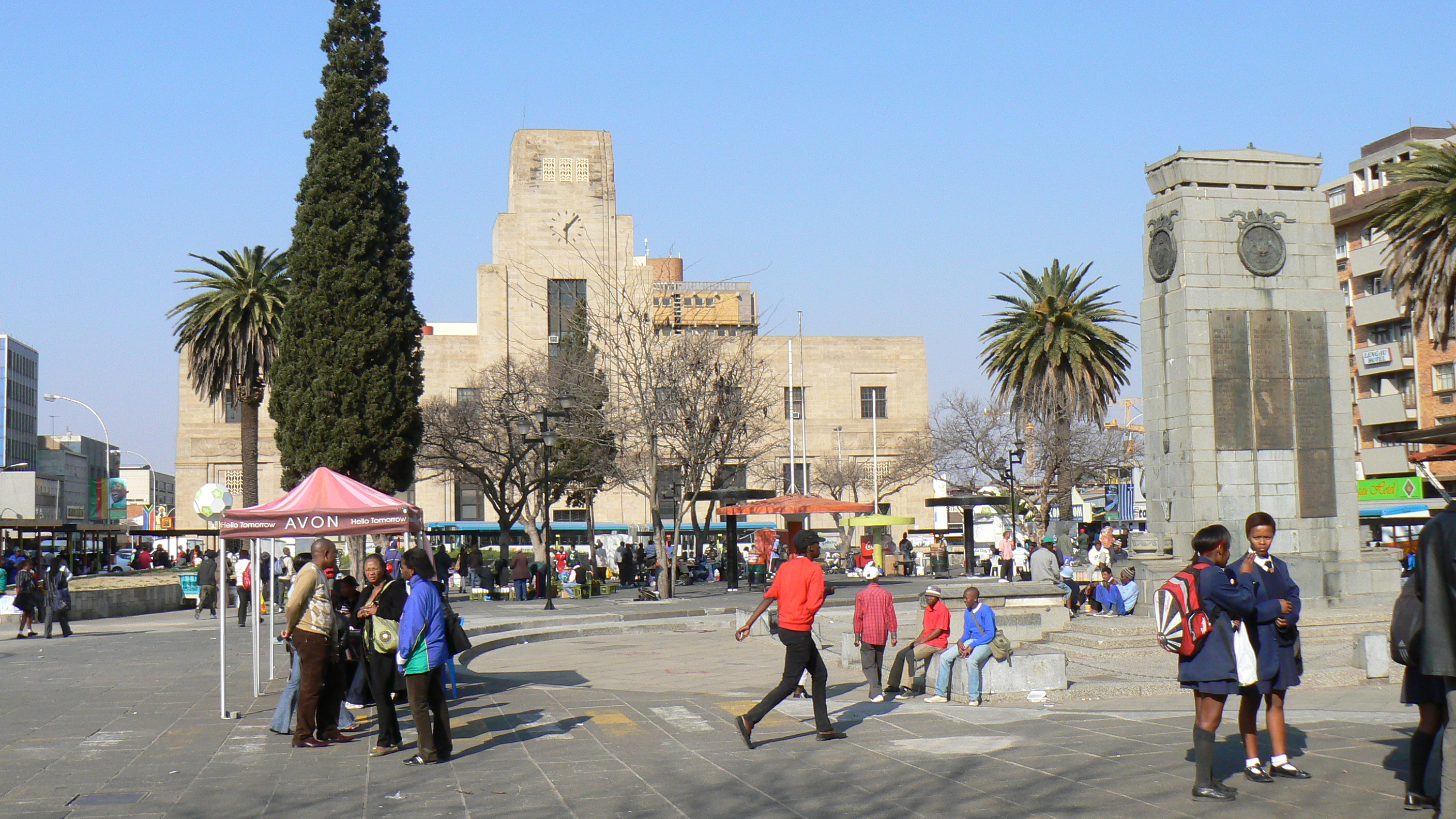
Hoffman square

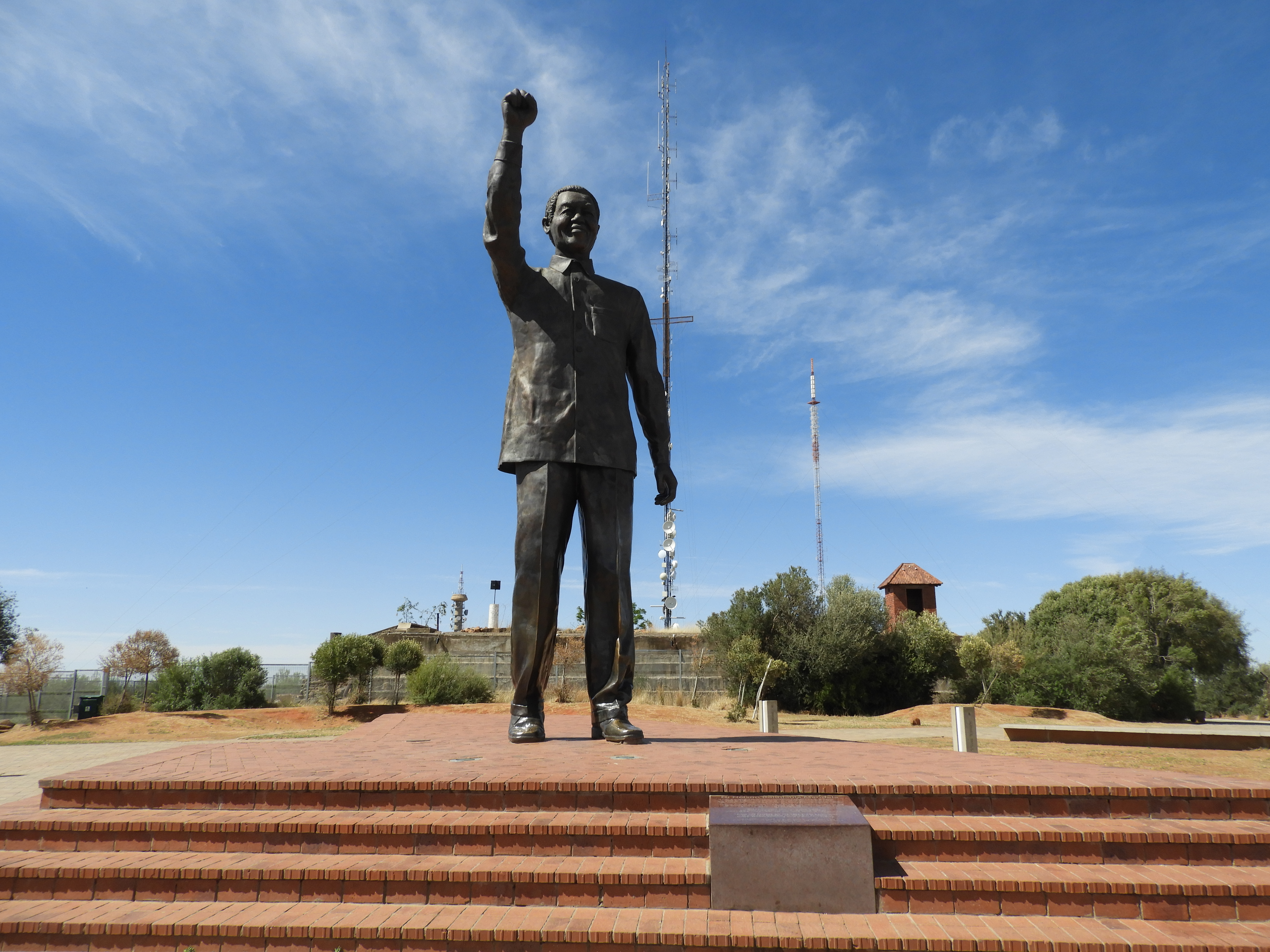
Statue de Nelson Mandela (2012) sur Naval Hill

### Situation
Bloemfontein est située à 1 400 m d'altitude au centre de l'Afrique du Sud, dans le Highveld en bordure de la région semi-aride du Karoo. La région est généralement plate mais parsemée de  quelques collines (koppies en afrikaans).

### Climat
En raison de son altitude élevée (env. 1 400 m), Bloemfontein a un climat plutôt frais en hiver. La température peut descendre facilement sous le point de congélation la nuit, principalement durant les mois de juillet et d'août, mais le jour venu, le Soleil parvient tout de même à réchauffer l'atmosphère à plus de 20 °C, ce qui en fait une amplitude thermique élevée. Il arrive parfois qu'elle ne dépasse pas les 15 °C (ce qui est rare).
L'été, le mercure franchit souvent la barre des 30 °C, mais il y a moins de précipitations en hiver. Les hivers, courts et frais, sont secs. Il y a toujours des possibilités de voir, à quelques reprises durant l'hiver, une couche de neige camouflant le sol. 
|                                               | Jan | Fev | Mar | Avr | Mai | Juin | Juil | Août | Sep | Oct | Nov | Dec | Année |
| --------------------------------------------- | --- | --- | --- | --- | --- | ---- | ---- | ---- | --- | --- | --- | --- | ----- |
| Record de chaleur (°C)                        | 39  | 39  | 35  | 33  | 30  | 25   | 24   | 29   | 34  | 35  | 37  | 38  | 39    |
| Température moyenne maximale (°C)             | 31  | 29  | 27  | 23  | 20  | 17   | 17   | 20   | 24  | 26  | 28  | 30  | 24    |
| Température moyenne minimale (°C)             | 15  | 15  | 12  | 8   | 3   | -2   | -2   | 1    | 5   | 9   | 12  | 14  | 8     |
| Record de froid (°C)                          | 6   | 4   | 1   | -3  | -9  | -9   | -10  | -10  | -7  | -3  | 0   | 3   | -10   |
| Moyenne des précipitations mensuelles (mm)    | 83  | 111 | 72  | 56  | 17  | 12   | 8    | 15   | 24  | 43  | 58  | 60  | 559   |
| Nombre moyen de jours de pluie (1 mm ou plus) | 11  | 11  | 11  | 9   | 4   | 3    | 2    | 3    | 4   | 7   | 9   | 10  | 84    |

Bloemfontein a donc un été plutôt tempéré du côté précipitations, tandis que l'hiver reste la plupart du temps très sec. Avec ses nuits froides en hiver, celle-ci est classée hors norme pour un pays faisant partie de l'Afrique, son climat étant beaucoup plus froid que la moyenne. Des chutes de neige ont eu lieu en août 2006 et en juillet 2007, durant l’hiver austral.

## Histoire

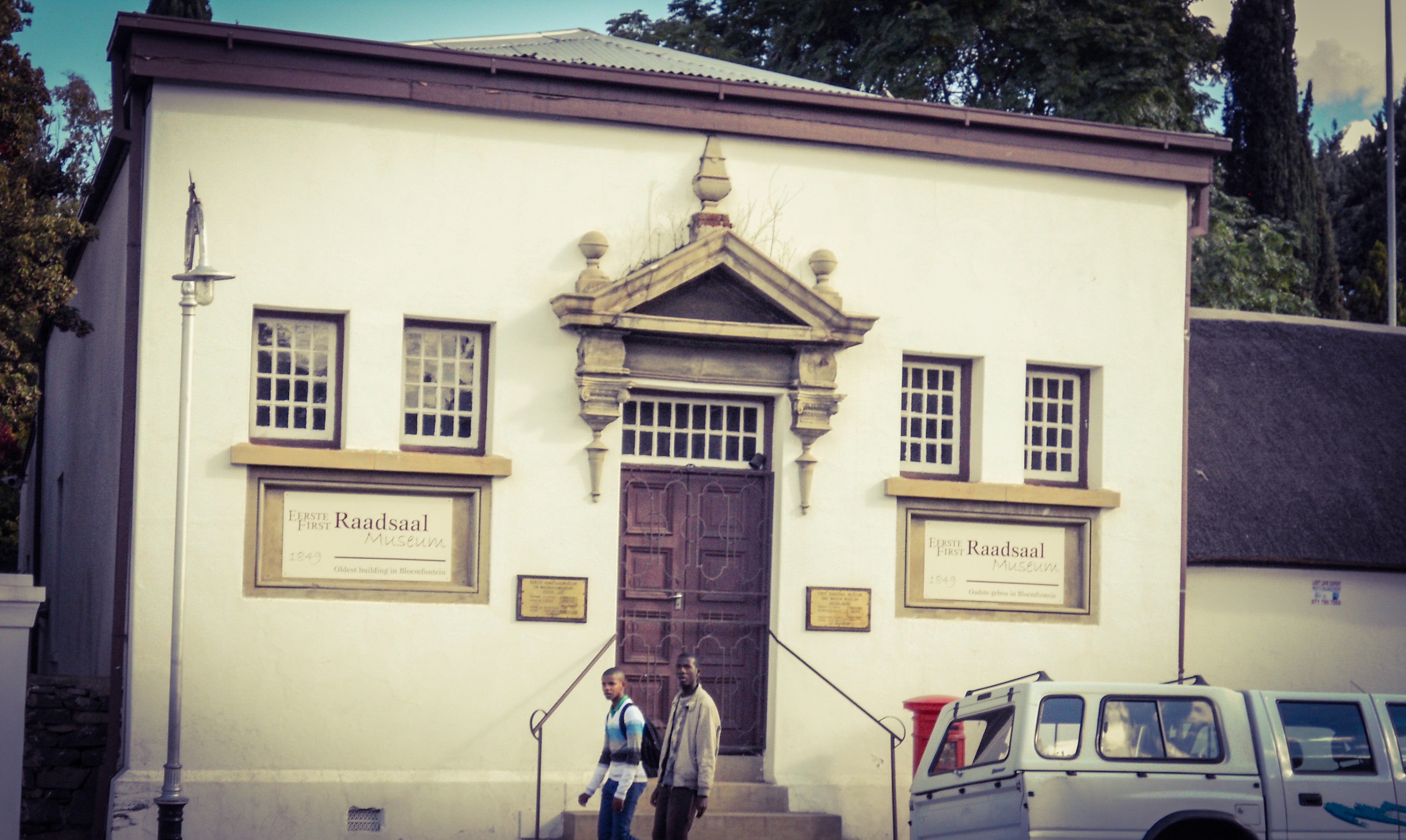
Le premier raadsaal de l'état libre d'Orange sur St. George Street

En 1846, la ferme de Britz fut rachetée pour 37,10 livres par le major H.D. Warden qui faisait office de résident britannique auprès de la communauté néerlandaise de la région. Le 3 février 1848, la région est annexée par les Britanniques en tant que Souveraineté de la rivière Orange et Bloemfontein érigée en fort militaire et siège de l'administration. Le 23 février 1854, la république boer de l'État libre d'Orange est proclamée (convention de Bloemfontein) avec Bloemfontein comme capitale.

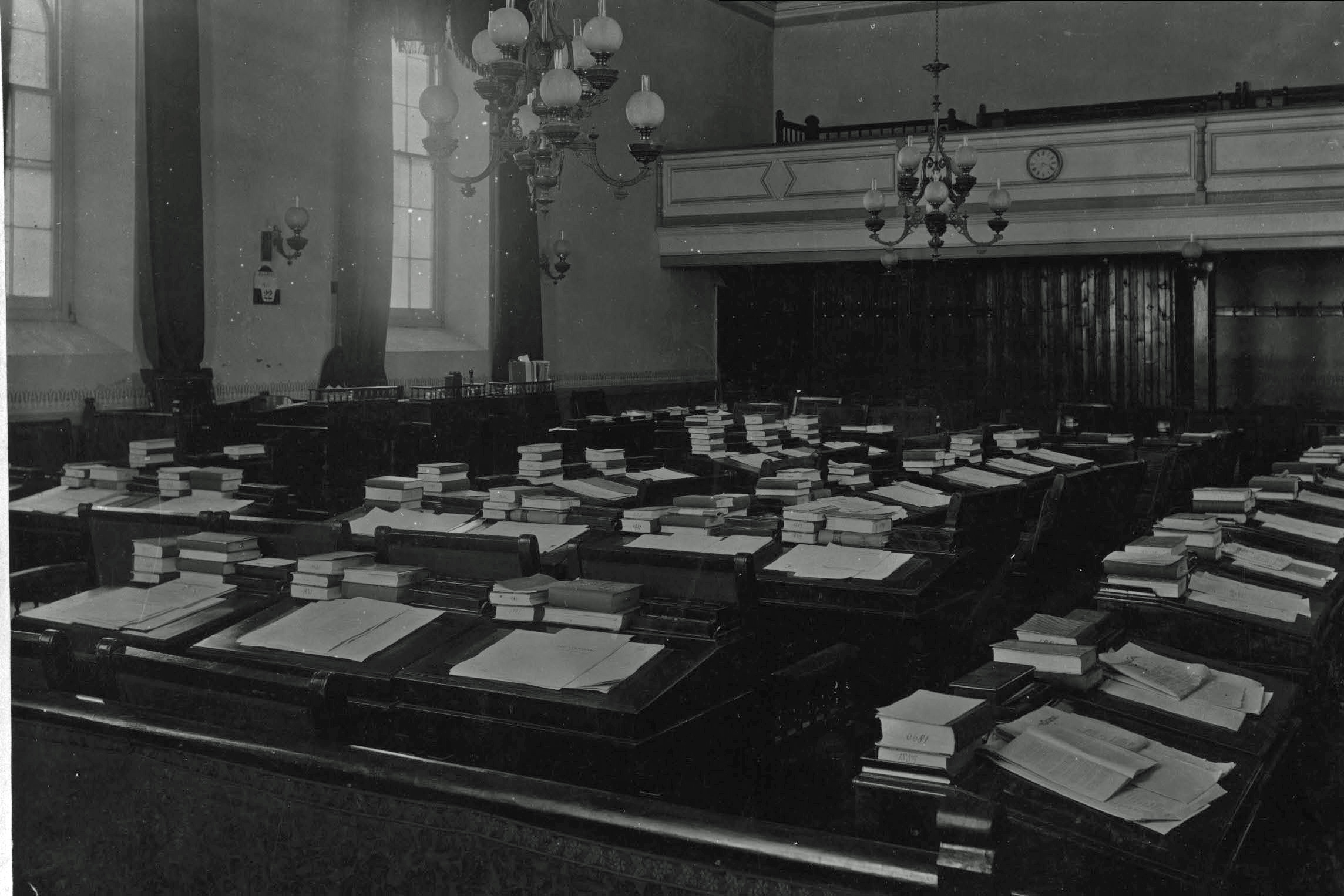
Intérieur du 3e Raadsaal de l'état libre d'Orange en 1893

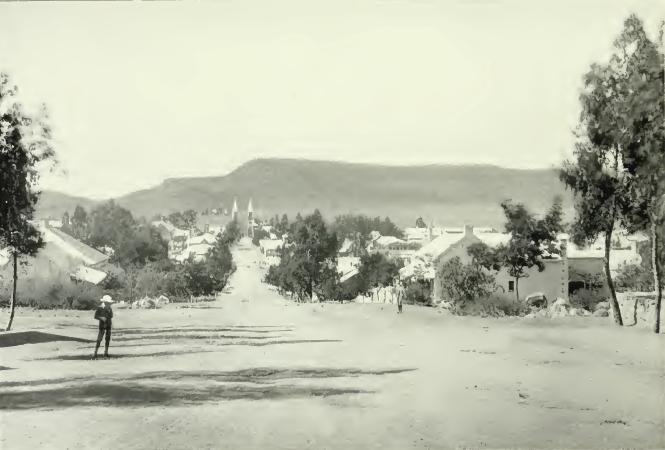
Vue sur l'artère menant vers l'église réformée hollandaise à deux clochers de Bloemfontein vers 1900

La ville n'est alors qu'un hameau de quelques milliers d'habitants à peine. Le parlement de l'État, le Raadsaal, est un petit bâtiment avec un toit de chaume qui fait office d'école. L'existence du hameau est surtout, dans les premiers temps, menacée par les raids des guerriers basotho. Ce n'est qu'en 1859 que le premier conseil de direction du village se réunit pour délibérer des affaires municipales.
Bloemfontein va lentement se développer autour de Naval Hill, sa plus haute colline. Une fois la menace basotho écartée, le village devient un endroit prospère et calme. Elle doit en particulier cette prospérité à sa proximité avec le gite diamantifère de Kimberley.
En 1880, Bloemfontein acquiert le statut de municipalité. La ville est le siège de plusieurs compagnies financières et commerciales liées à l'industrie du diamant et un point de transit important d'Afrique du Sud entre Le Cap, les mines de diamants de Kimberley et les mines d'or du Witwatersrand au Transvaal. En 1899, elle est le lieu de la rencontre entre le président Paul Kruger et Sir Alfred Milner, dernière tentative pour éviter un conflit entre Boers et Britanniques.
Durant la seconde guerre des Boers (1899-1902), la ville se rend sans résistance aux troupes britanniques, mais ces derniers y édifient en octobre 1900 un des premiers et plus grands camps de concentration où sont internés plus de 6000 civils boers. Quelque 1695 femmes et enfants boers de moins de 15 ans (comptant pour 1236 victimes à eux seuls) y périssent en moins de deux ans. Ce fut le premier camp visité par Emily Hobhouse qui en décrira les ravages causés aux civils par la malnutrition et les mauvais traitements. En 1902, la victoire britannique met fin aux idéaux d'indépendance et de libertés des républiques boers. Toute l'Afrique du Sud est britannique et Bloemfontein devient la capitale de la colonie de la rivière Orange.
En 1910, Bloemfontein est retenue pour être la capitale judiciaire de l'Union sud-africaine tout en étant la capitale provinciale de l'État libre d'Orange, l'une des quatre provinces constitutives du tout nouveau Dominion.

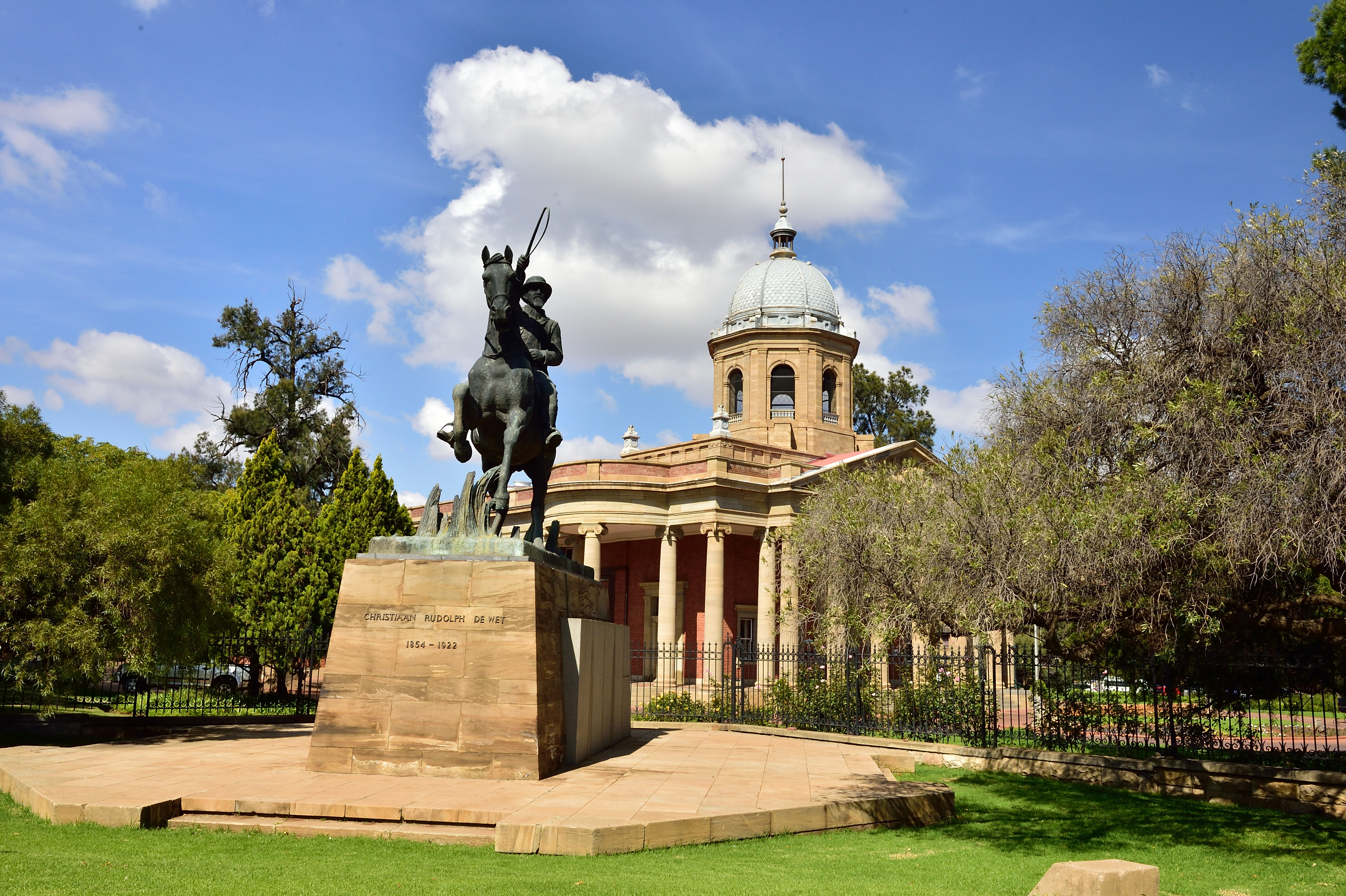
Quatrième Raadsaal de l'État libre d'Orange et Statue de Christiaan de Wet

Le 8 janvier 1912, Bloemfontein accueille l'assemblée constitutive du Congrès national africain (ANC), pour s'opposer à la nouvelle loi foncière (Native Land Act) et pour réclamer une meilleure représentation nationale de la population noire dans les institutions sud-africaines. La fondation de ce premier mouvement noir à l'échelle nationale a lieu dans une église située dans le quartier de Waaihoek.
Deux ans plus tard, le 7 janvier 1914, Bloemfontein est le lieu de naissance du parti national, un parti politique afrikaner qui dirige le pays de 1948 à 1994 et institutionnalise la politique d'apartheid.
Ville conservatrice et bastion électoral du parti national durant la période d'apartheid (1948-1991), Bloemfontein est pendant longtemps décrite comme une "ville idéale d'apartheid" et un parfait exemple de ségrégation spatiale avec de vastes townships noirs bordant la ville blanche au sud-est où les populations de couleurs noires sont interdites d'accès en dehors de leurs heures de travail.
Depuis 1995, Bloemfontein est politiquement dominée par l'ANC qui bénéficie de l'électorat noir des townships et des anciens bantoustans, tandis que l'électorat blanc se partage entre l'opposition officielle « Alliance démocratique » et le « Front de la liberté », parti conservateur afrikaner.
Depuis 2000, Bloemfontein a intégré la municipalité locale de Mangaung aux côtés des villes noires de Thaba 'Nchu et Botshabelo.

## Administration

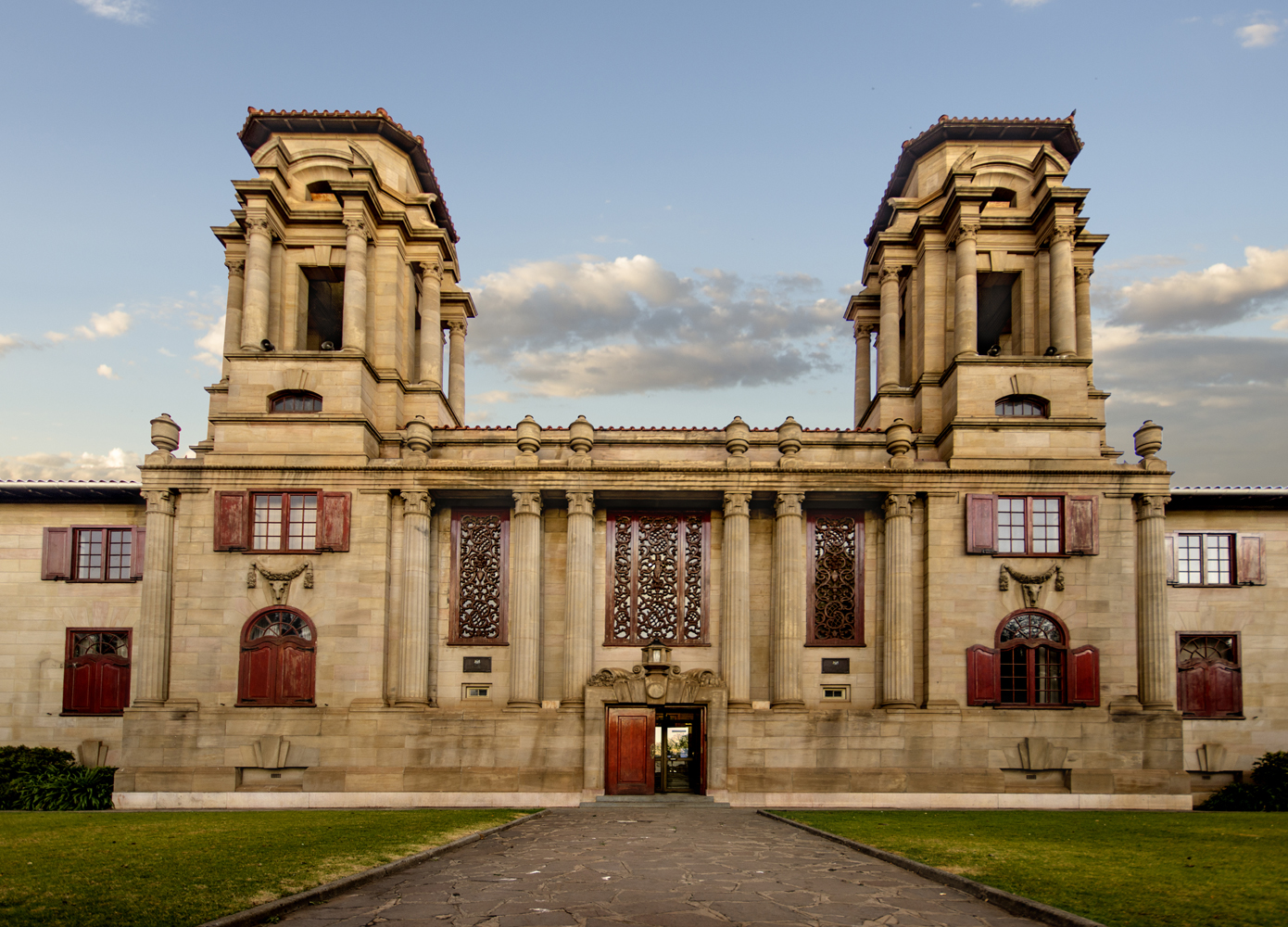
Hôtel de ville de Bloemfontein.

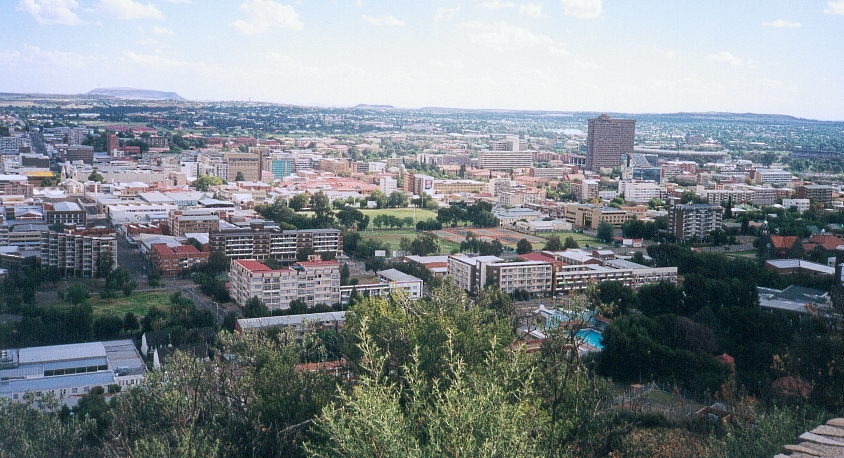
Panorama de Bloemfontein depuis Naval Hill.

Bloemfontein a longtemps été une ville conservatrice avec un conseil municipal dominé d'abord par le parti sud-africain, puis par le parti uni dans les années 1930 et 1940 avant de l'être par le parti national. Jusqu'en 1995, le conseil municipal élisait chaque année l'un de ses membres pour exercer la fonction de maire : 
| - Stephen Goddard - W.S. Reid (1905-1906) - Wolff Ehrlich (1906–1907 et 1911–12) - C.L. Botha (1907-1908) - Ivan Haarburger (1912–1914) - P.J. van Breda Faure (1914-1915) - H.J. Steyn, (1924-1925) - Sol Harris (1929) | - L.W. Deane - CE Kidger - Olive Grinter - Willie Viljoen - Johan Faure - Koos van der Walt (1977-1978) - Norman Doubell (1978-1979) - Christo Groenewald (1979-1980) | - Willie Conradie - Ryno Kriel (1981-1982) - Ewald Fichardt (1982-1983) - Johan Ströhfeldt (1984-1985) - Colin Hickling (1985-1986) - Voet du Plessis (1986-1987) - Job Pretorius (avril-octobre 1987) - Neels Neuhoff (1987-1988) | - Frik Jankowitz (1988-1989) - Norman Doubell (1989-1990) - Henri Lerm (1990-1991) - Henry Symington (1991-1992) - André Burger (1992-1993) - Louis Wessels (1993-1994) - Pieter Vorster (novembre 1994 à octobre 1995) |

De 1995 à 2000, Jani Mohapi est le premier noir et premier membre de l'ANC à être maire de la zone métropolitaine de Bloemfontein (le grand Bloemfontein), regroupant la ville centre de Bloemfontein et sa banlieue. En 2000, à la suite de la réorganisation des municipalités, la zone métropolitaine de Bloemfontein constituée principalement des villes et localités de Bloemfontein, Thaba 'Nchu et Botshabelo devient la municipalité locale de Mangaung (« patrie des guépards» en langues sesotho et Pedi).
De 2001 à 2005, le maire de cette municipalité est Pappi Mokoena (ANC). En octobre 2005, il est suspendu de toutes ses fonctions à la suite d'une enquête diligentée pour fraudes et corruption, impliquant également sa femme, son porte-parole et son conseiller politique. Le 18 octobre 2005, Eva Moiloa est nommée maire par intérim. Après les élections du 1er mars 2006, le poste échoit à Getrude Mothupi.

## Économie

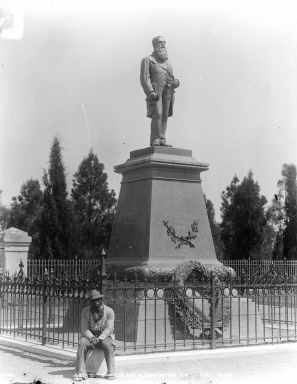
Statue de Johannes Henricus Brand dont le nom a été donné à l'artère principale du centre-ville de Bloemfontein

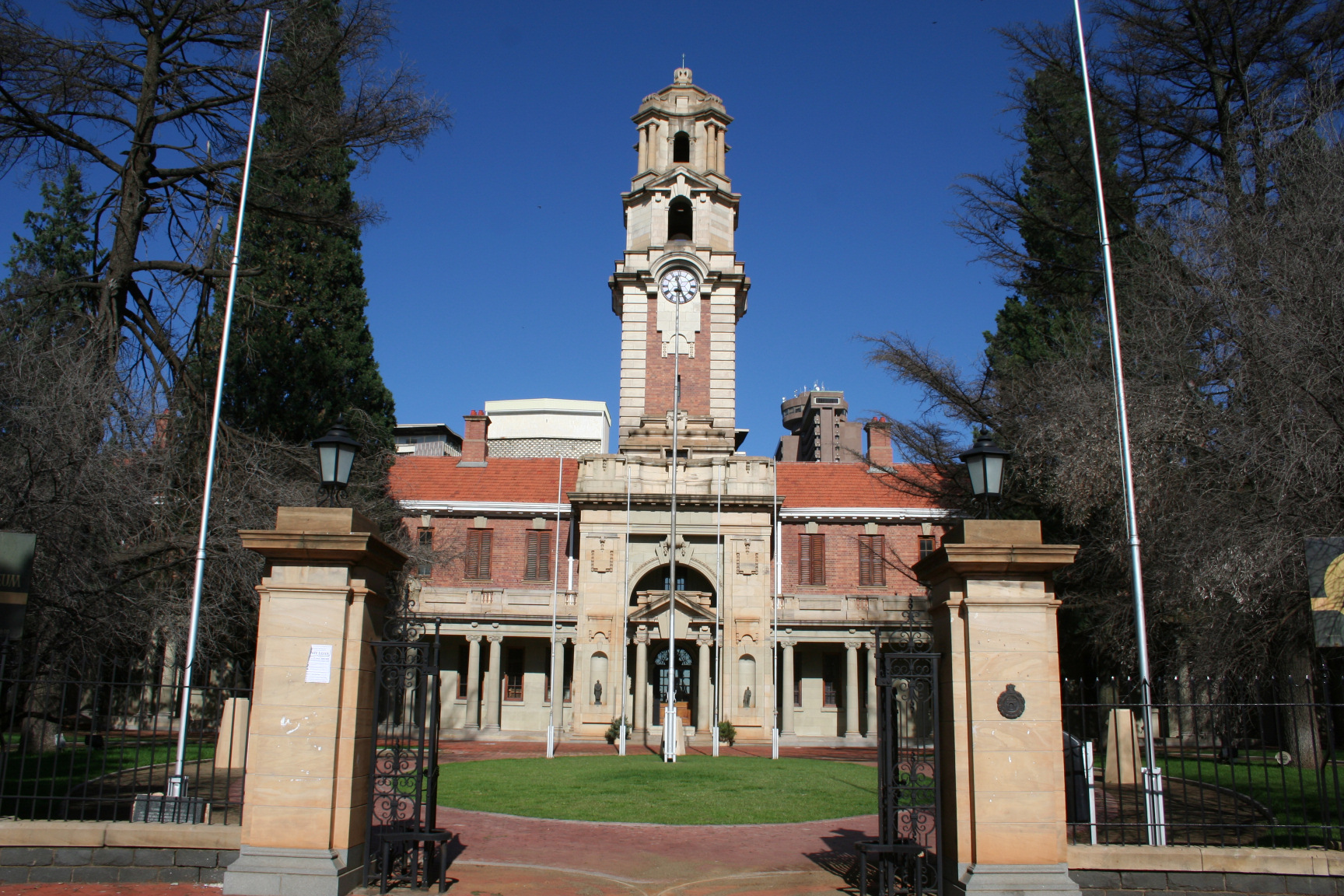
Old Government Building actuel musée national de la littérature afrikaans.

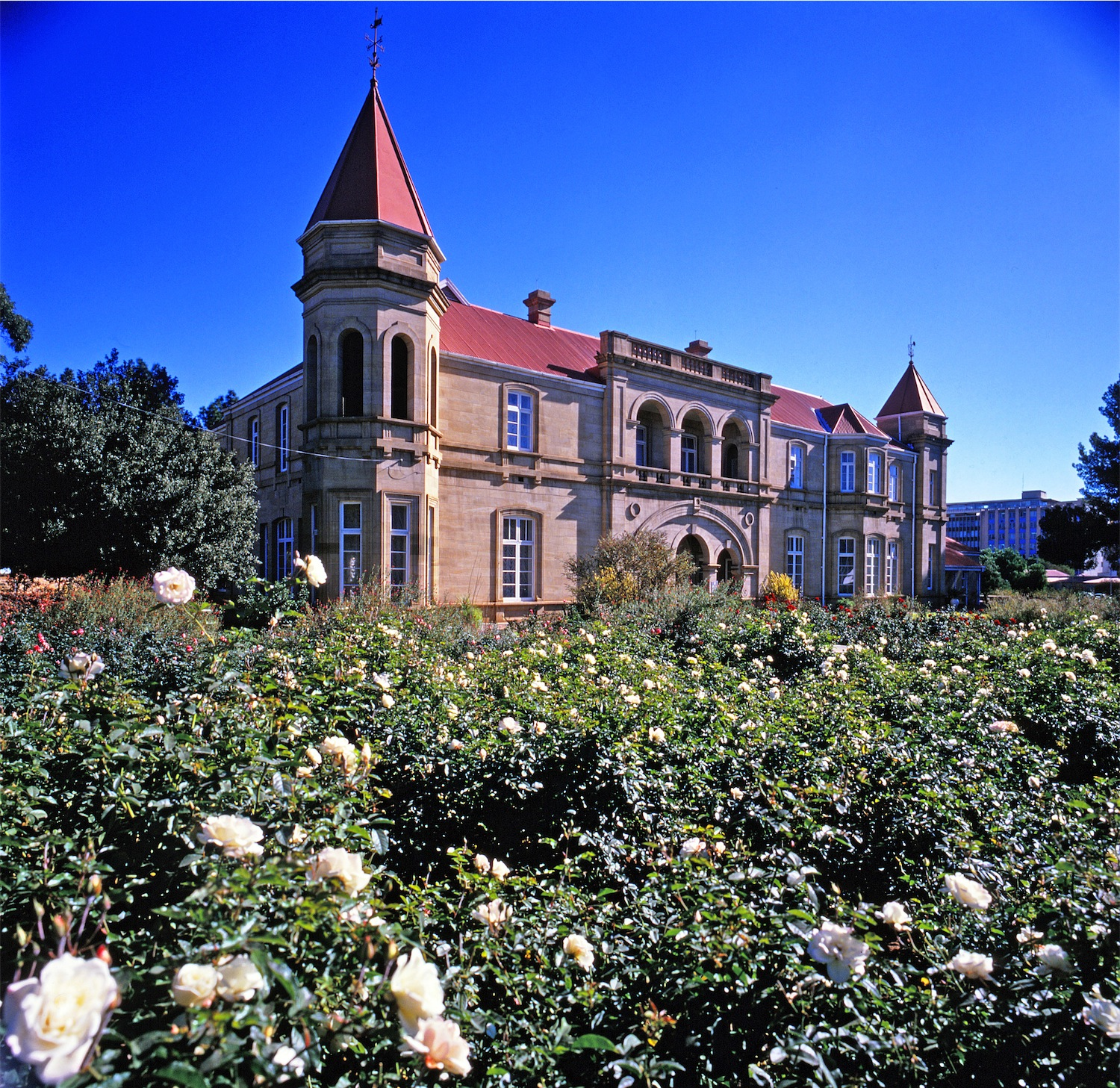
Old Presidency (1886), résidence officielle des anciens présidents de l'État libre d'Orange.

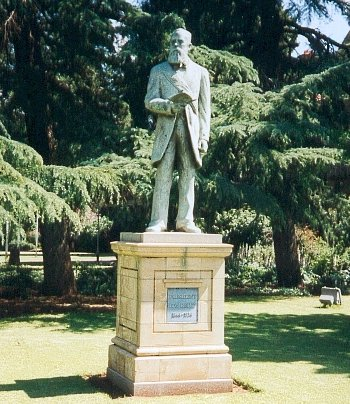
Statue du président Francis William Reitz, œuvre de Laura Rautenbach (1986).

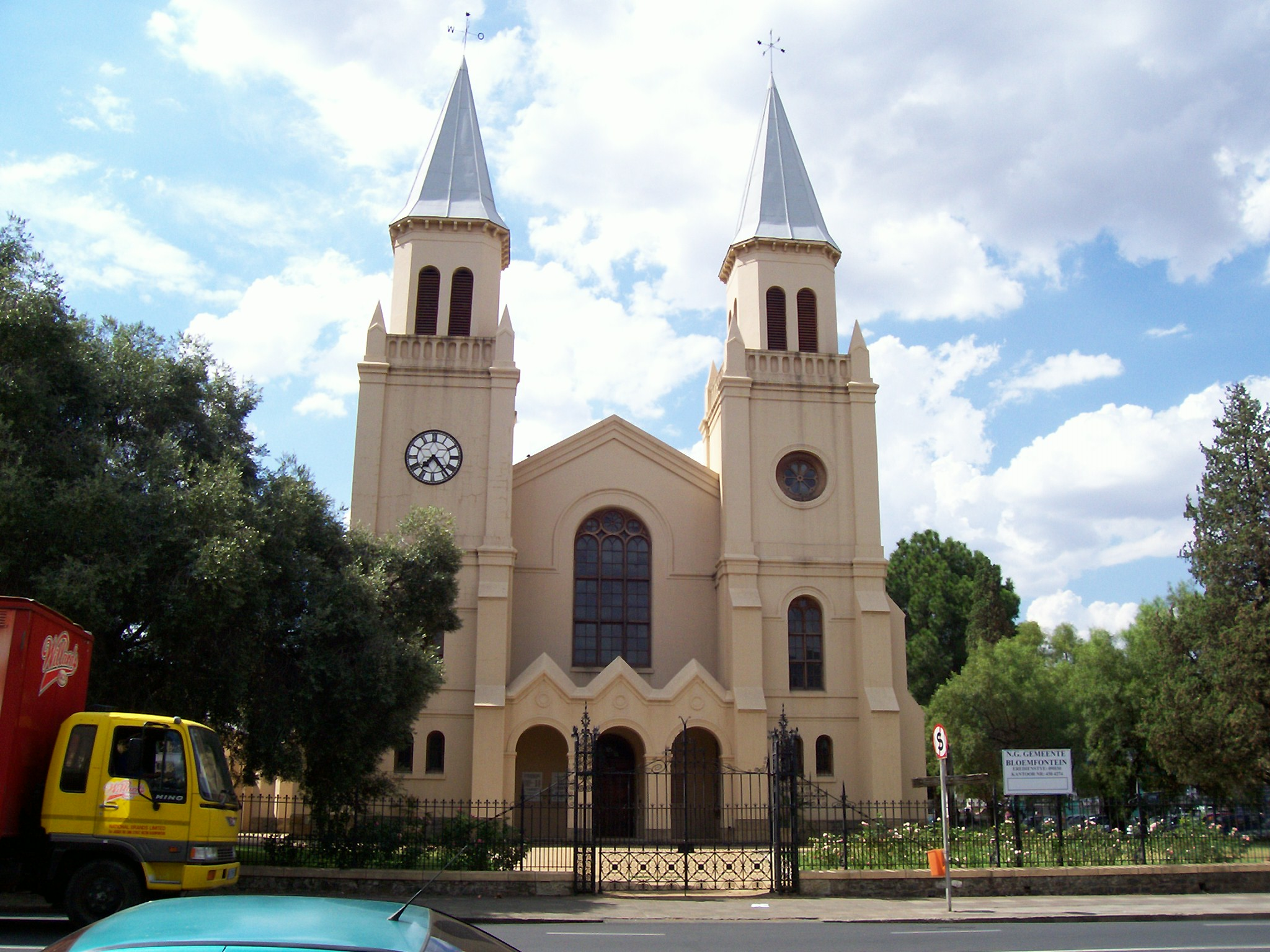
L'église réformée hollandaise aux deux clochers (1880).

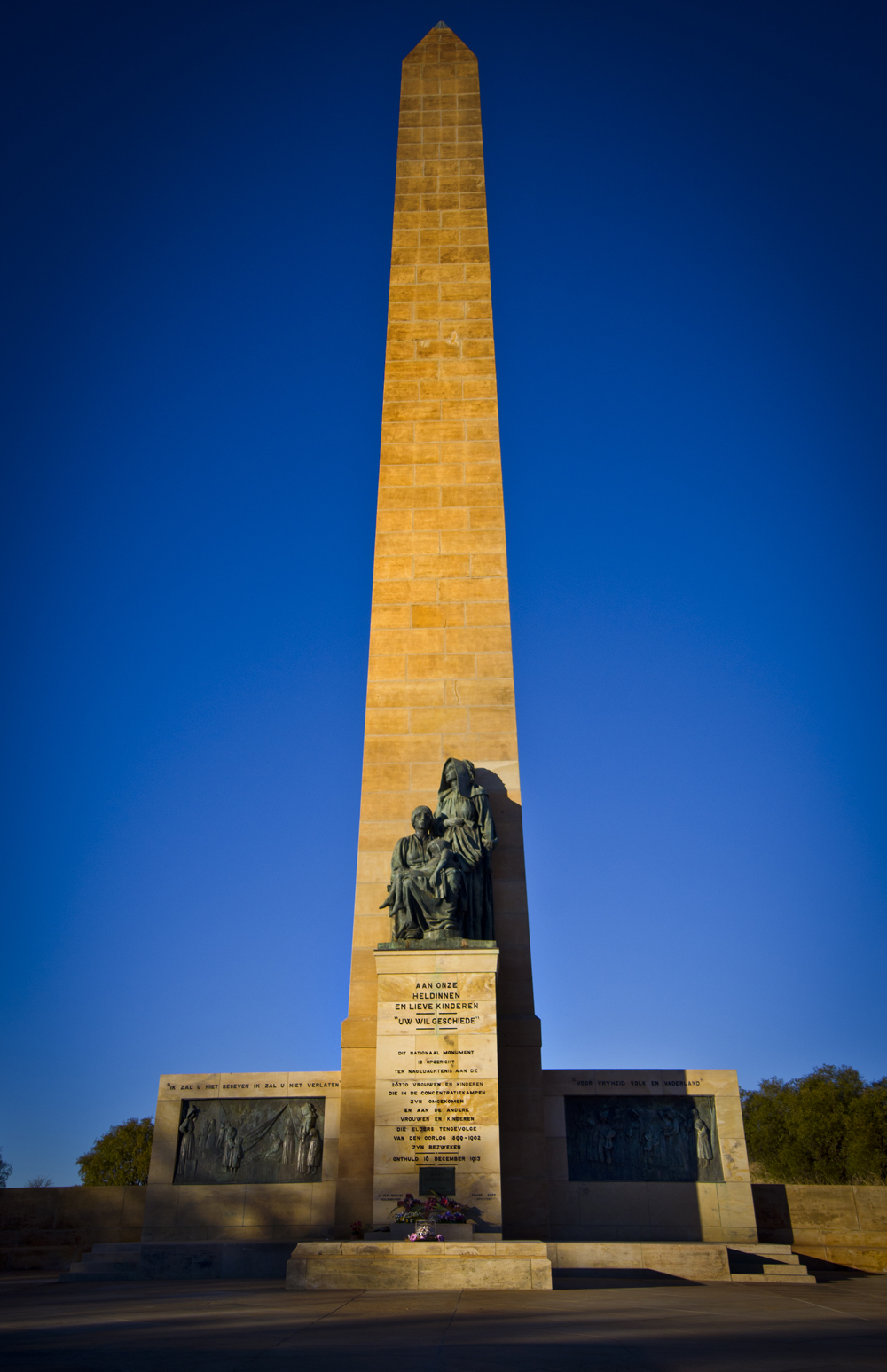
Le Nasionale Vrouemonument (1913).

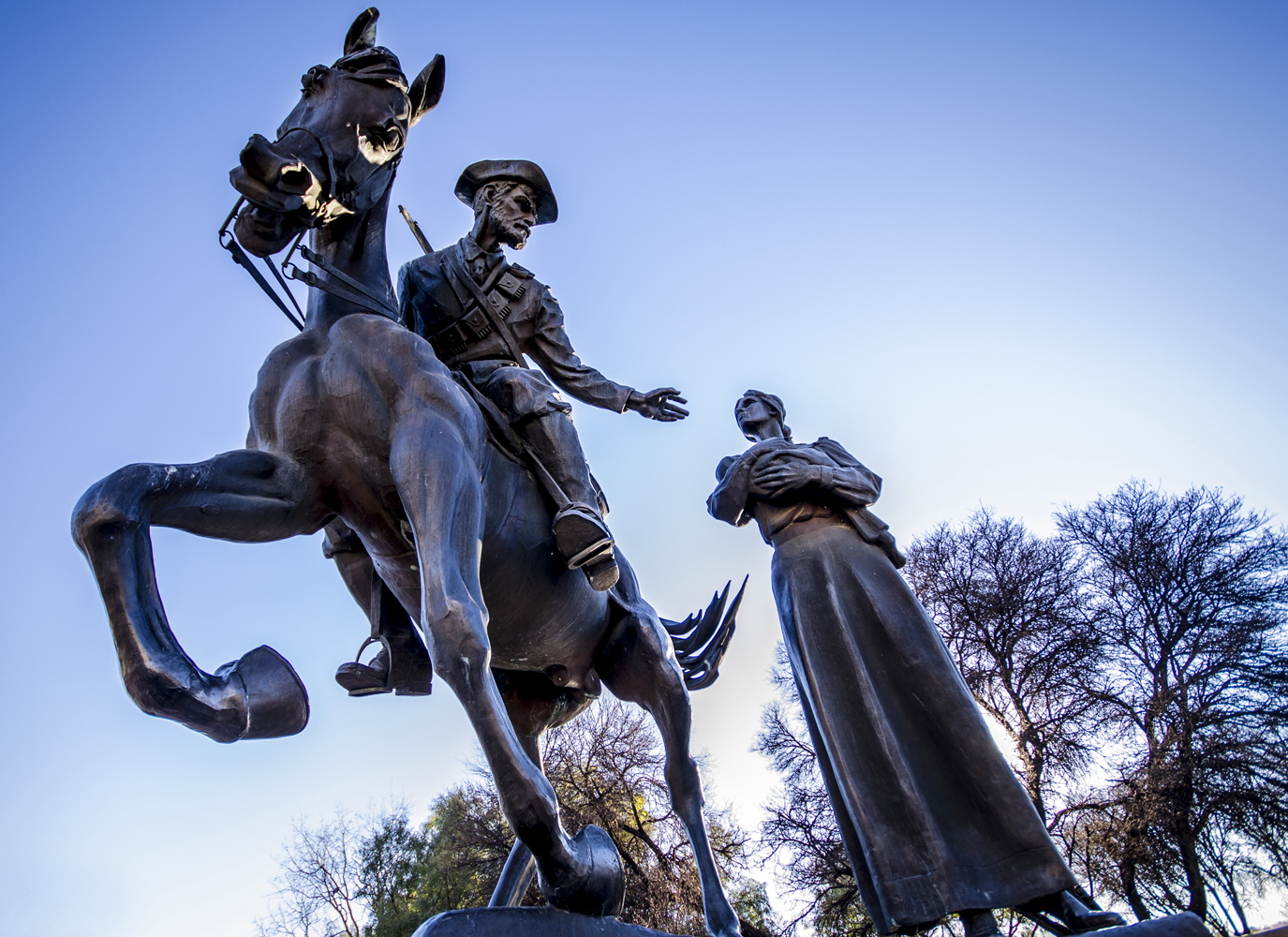
L'adieu des femmes à leurs maris partis combattre les Britanniques (seconde guerre des Boers) - Auteur Danie de Jager.

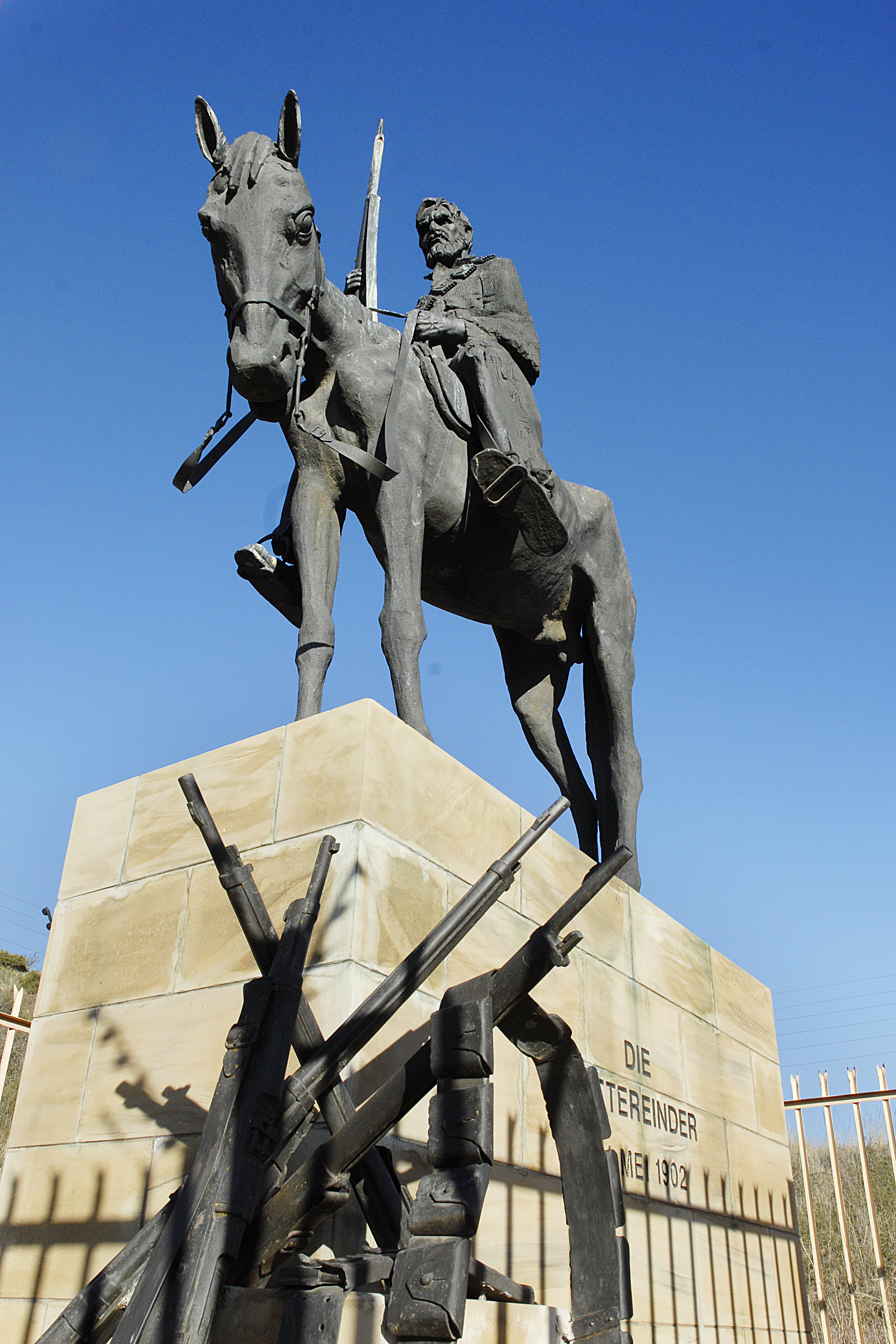
La statue équestre du combattant jusqu'au-boutiste ("Die Bittereinder").

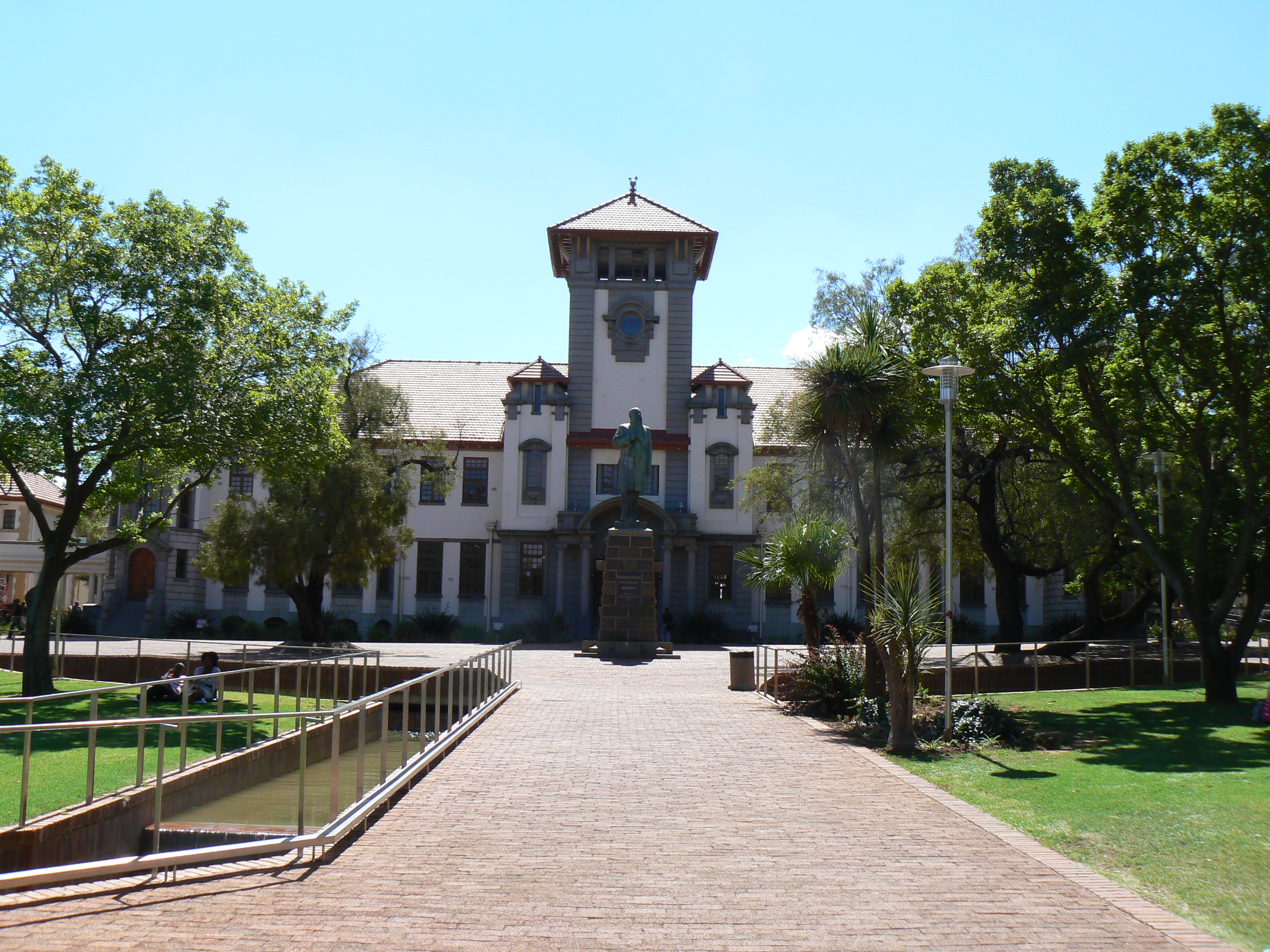
Bâtiment principal de l'l'Université de l'État-Libre devant lequel trône la statue du président Marthinus Steyn, œuvre d'Anton van Wouw (1929).

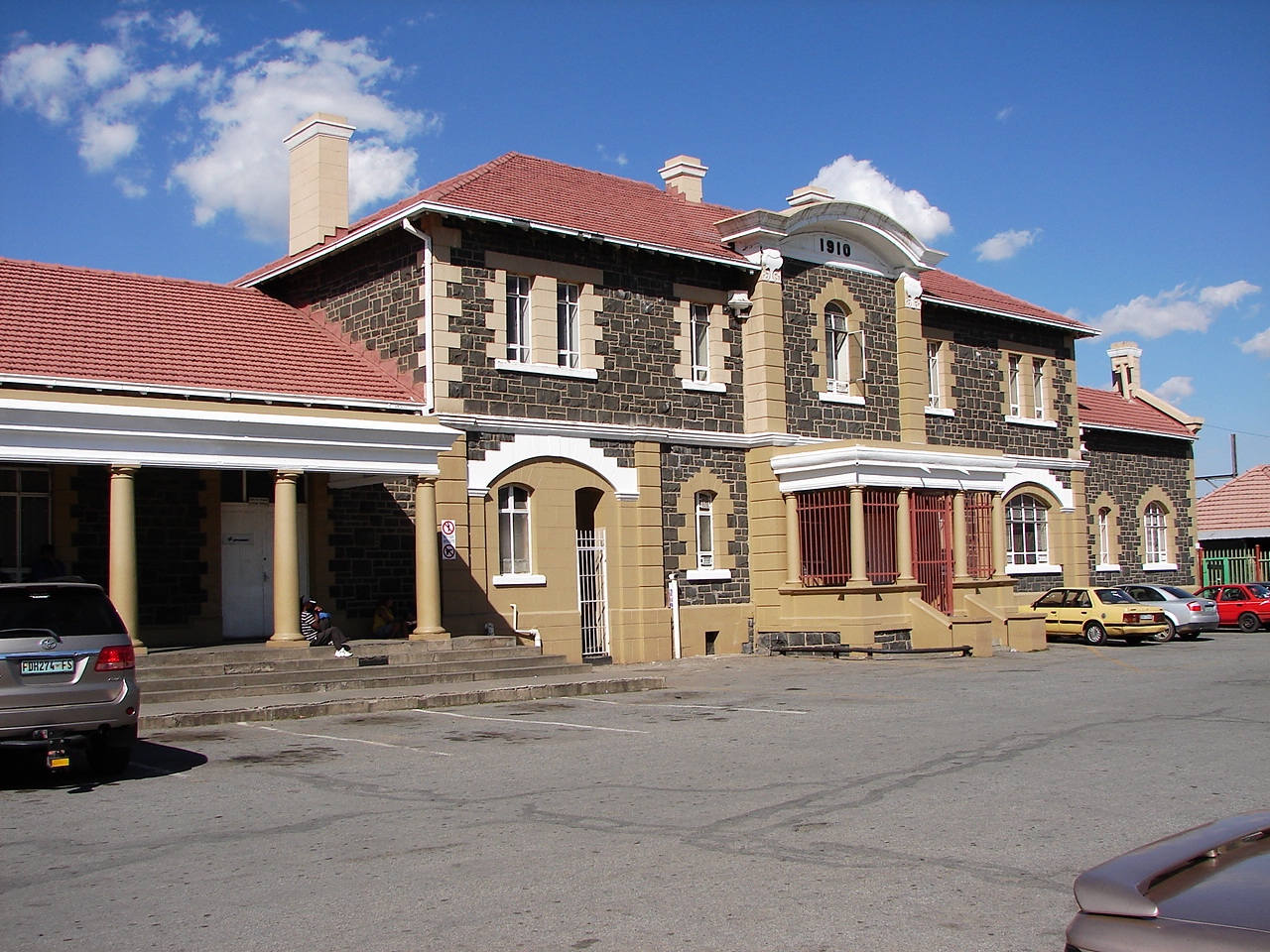
Gare ferroviaire de Bloemfontein.

Commerce, finance et transport sont les activités grâce auxquelles Bloemfontein contribue à l’essor économique de la province et du pays. 

Important nœud ferroviaire sur la ligne entre Le Cap et Johannesburg, elle est aussi le centre de l´agriculture, des mines et de l´industrie de la province.

## Transports
La ville est située sur un grand axe routier, et la gare de Bloemfontein à la croisée de plusieurs lignes ferroviaires. L'aéroport de Bloemfontein (ex-JB Hertzog Airport, code AITA : BFN) est situé à 10 km à l'est de la ville.

## Tourisme
Cette capitale provinciale présente un centre-ville historique et touristique similaire à celui de Pretoria. Ses plus beaux monuments sont néanmoins davantage rassemblés sur la rue principale "President Brand Street" et sur "Charles Street": 
- Sur President Brand Street : 
  - l'hôtel de ville (1935) est surmonté de coupoles et orné d’un imposant portique. Il sert également de centre de congrès, présentant une collection de tableaux et de photographies sur l’histoire de Bloemfontein.
  - le fourth Raadsaal (1893), volksraad de la république boer devant laquelle trône une statue équestre du Général Christiaan de Wet, héros de la guerre anglo-boer et œuvre de Coert Steynberg (1954). À l'intérieur du bâtiment, on y trouve les bustes des 6 présidents de l'État libre d'Orange.
  - la Cour d'appel (1929), plus haute cour judiciaire du pays.
  - la Suprême Court (1909), siège de la plus haute cour provinciale.
  - les statues des présidents Johannes Henricus Brand, œuvre de J.W. Best Jr (1893) et Francis Reitz, œuvre de Laura Rautenbach (1986),
  - le Old Government Building (1875-1878) agrandi en 1906 par Herbert Baker et situé au coin de Maitland street. Le bâtiment fut détruit par un incendie en 1908 et reconstruit à partir de 1911. En 1972, il fut déclaré monument national. Devenu le  musée national de la littérature afrikaans, il est aussi un centre de recherche et le musée de la littérature Sesotho.
  - la Old Presidency (1886), résidence officielle des anciens présidents de l'État libre d'Orange. Inscrits aux Monuments nationaux depuis 1938.
  - le CR Swart Building (Provincial Government Building), siège de l'administration provinciale
- Sur Aliwal street : 
  - Le Musée national, ouvert en 1877, avec sa section d’ethnologie et une exposition archéologique.
- Sur St. George Street :
  - le first raadsaal (1849) est le plus vieil édifice de la ville. Cette petite maison couverte de chaume fut bâtie par le major Henry Warden pour être la première école située au nord du fleuve Orange. Elle servit également d'église jusqu'en 1852 avant d'être utilisée par le conseil législatif de la souveraineté de la rivière Orange. À partir de 1854, il fut l'assemblée législative de la république de l'État libre d'Orange avant de redevenir une école de 1856 à 1877. Le first Raadsaal devint alors le National Museum jusqu'en 1915 avant d'être de nouveau utilisé comme église, salle de divertissement ou entrepôt. En 1936, il acquiert le statut de monument national et restauré dans son état d'origine avant d'ouvrir au public en 1977[11].
  - la cathédrale anglicane dont la première pierre a été posée par le major Henry Warden en 1850 et qui prit son aspect actuel avec l'architecte Herbert Baker.
- Sur Goddard Street : 
  - la résidence de James Barry Hertzog (Hertzog House) entre 1895 et 1924. Elle est devenue un musée consacré à l'ancien Premier ministre sud-africain (1924-1939) dont la statue, sculptée par Danie de Jager, domine également Hertzog Square depuis 1968 en face de l'hôtel de ville.
- Sur Monument Road : 
  - Le musée de la guerre des Boers/Women's Monument complex :
    - le musée de la guerre des Boers (Military museum) évoque cet épisode dramatique des relations tumultueuses entre Boers et Britanniques.
    - le Nasionale Vrouemonumentrend hommage aux 28 000 femmes et enfants boers morts dans les camps de concentration mis en place par les Britanniques durant la guerre de 1899-1902. Le monument comprend un obélisque de 37 m et un piédestal soutenant les statues de deux femmes, l'une tenant un enfant à l'agonie et l'autre regardant dans le lointain les plaines de l'État libre d'Orange. Les cendres d'Emily Hobhouse ont été déposées dans une niche intégrée au monument à la base de l'obélisque.
    - La statue de l'adieu (1986) : Situé devant le musée, ce monument équestre du sculpteur Danie de Jager représente l'adieu d'une femme à son mari répondant à l'appel aux armes pour rejoindre les commandos boers. Le sentiment d'urgence est notamment symbolisé par le cheval fougueux et le bébé endormi dans les bras de la femme.
    - La statue équestre du combattant jusqu'au-boutiste (Die Bittereinder) : Située sur une colline adjacente, la statue équestre en bronze du combattant boer jusqu'au-boutiste est orienté vers Bloemfontein. Installé dans une position de lassitude, le combattant Boer est représenté avec des vêtements élimés, l'apparence hirsute et les épaules voûtées. Son cheval est décharné. Cette pose symbolise les sacrifices faits pour résister à l'ennemi ainsi que l'inéluctabilité de la défaite.
    - La statue des déportés : Sculpture de Danie de Jager, dévoilée en 1983, représentant un vieil homme et un jeune garçon boer, forcés à s'exiler par les Britanniques, regardant tristement par-dessus la rambarde d'un bateau leur patrie bien-aimée au-dessous de l'horizon.
- Autres lieux de la ville : 
  - l'église réformée hollandaise aux deux clochers (Twin Spired) datant de 1880 est l'un des monuments emblématiques de Bloemfontein. C'était dans cette église que les 3 derniers présidents de l'État libre d'Orange firent leurs prestations de serment. Elle est située au nord de Hoffmann Square.
  - le musée d'art Oliewenhuis se situe dans un monument remarquable d'architecture afrikaner (1935). Il fut autrefois la résidence du gouverneur général d'Afrique du Sud puis du président d'Afrique du Sud avant de devenir un musée national, inauguré en 1989 et consacré aux artistes sud-africains anciens et récents comme Thomas Baines, Jan Ernst Volschenk, Pieter Wenning, Jacobus Hendrik Pierneef et Willem Coetzer.
  - Bloemfontein présente également plusieurs parcs et jardins comme State President Swart Park, Victoria Park et King’s Park.
  - le Waterfront du lac « Loch Logan ».
  - Orchid House dans le parc Hamilton
  - le théâtre Sand du Plessis (1985) sur Markgraff street.
  - la statue de la fille voortrekker par Laurika Postma, située devant la Oranje Girls High School.
  - au nord de la ville, Naval Hill (colline navale)  permet d'avoir une vue panoramique sur le centre de Bloemfontein. Quelque 200 hectares ont été déclarés réserve naturelle Franklin abritant des élans, des springboks ou encore des zèbres de Burchell. Depuis le 12 décembre 2012, la colline est coiffée d'une statue en bronze de 6,5 m de haut représentant Nelson Mandela.
- à l'extérieur de Bloemfontein, 
  - Maphikela House (1926) situé dans le township de Mangaung. C'est dans ce bâtiment que fut fondé le congrès national africain
  - La ville est aussi le point de départ pour des excursions au Golden Gate Highlands National Park, au cratère de Vredefort ou au barrage de Gariep.

## Éducation
La ville de Bloemfontein dispose d'une bonne infrastructure scolaire dont notamment : 
- Pour le primaire : Bloemfontein Primary School et le Laerskool Universitas
- Pour le secondaire : le Bloemfontein High School et le Hoërskool Fichardtpark
- Pour les études supérieures et la recherche : l'Université de l'État-Libre et le Central University of Technology.

## Sport
Bloemfontein est la patrie du rugby, avec le club des Cheetahs. Son stade emblématique est le Free State Stadium.
Le club de football Bloemfontein Celtic Football Club joue en première division.

## Presse
- volksblad

## Odonymie
| Anciens noms de rues        | Nouveaux noms (années 2010 et suivantes) |
| --------------------------- | ---------------------------------------- |
| Maitland street             | Charlotte Maxeke Street                  |
| Andries Pretorius Street    | Raymond Mhlaba Street                    |
| Bankovs Boulevard           | Elias Motsoaledi Street                  |
| Botshabelo Highway          | Jazzman Mokhothu Highway                 |
| Eeufees Road                | Kenneth Kaunda Road                      |
| Haldon Road (partiellement) | Walter Sisulu Road                       |
| Elizabeth Street            | Merriam Makeba Street ,                  |
| Church Street               | Oliver Tambo Road                        |

## Relations internationales

### Jumelages
La ville de Bloemfontein  est jumelée avec:
- Hyderâbâd (Inde)

## Personnalités liées à Bloemfontein
- John Ronald Reuel Tolkien : auteur du Seigneur des Anneaux, est né à Bloemfontein.
- James Barry Hertzog (1866-1942), premier ministre et élu de la province
- Kobie Coetsee, (1931-2000) élu représentant Bloemfontein-Ouest au parlement, ministre, président du Sénat.
- Zola Budd (1966-), athlète
- Martens van der Heever (1990-), rugbyman
- François van der Merwe (1983-), rugbyman
- Ruan Pienaar (1984-), rugbyman
- Robert Ebersohn (1989-), rugbyman
- Juan Smith (1981-), rugbyman natif de la ville, champion du monde 2007, champion d'Europe 2014 et 2015 avec le RC Toulon.
- Adriaan Strauss (1985-), rugbyman
- Gerrie Britz (1978-), rugbyman
- Ryk Neethling : natif de la ville, nageur champion olympique.
- François Steyn : natif de la ville, rugbyman, double champion du monde 2007 et 2019, vainqueur du Rugby Championship 2019.
- Noel Herman Oelschig : natif de la ville, rugbyman, international des moins de 21 ans, demi de mêlée du Stade français CASG depuis 2008.
- Shaun Morgan : natif de la ville, chanteur/guitariste du groupe post grunge Seether.
- Beatrice Marshoff : politicienne sud-africaine.

## Archevêché
- Archidiocèse de Bloemfontein
- Cathédrale du Sacré-Cœur de Bloemfontein